# دینو گالوانی
دینو گالوانی (ایتالیایی: Dino Galvani؛ ۲۷ اکتبر ۱۸۹۰ – ۱۴ سپتامبر ۱۹۶۰) بازیگر اهل پادشاهی ایتالیا بود.
از فیلم‌هایی که وی در آن‌ها نقش داشته‌است، می‌توان به سیب آدم، بهشت و پدر براون اشاره نمود.